# Сельское поселение Васильевка (Ставропольский район)
Сельское поселение Васильевка — муниципальное образование в Ставропольском районе Самарской области.
Административный центр — село Васильевка.

## Состав сельского поселения
| № | Населённый пункт | Тип населённого пункта       | Население |
| - | ---------------- | ---------------------------- | --------- |
| 1 | Васильевка       | село, административный центр | ↗3233     |
| 2 | Зеленовка        | село                         | ↗999      |
| 3 | Рассвет          | посёлок                      | 295       |